# Satyrus minuianus
Satyrus minuianus är en fjärilsart som beskrevs av Hans Fruhstorfer 1911. Satyrus minuianus ingår i släktet Satyrus och familjen praktfjärilar. Inga underarter finns listade.